# Anton Reinartz
Anton Johann Reinartz (* 26. Dezember 1926 in Köln; † 31. Oktober 2002 ebenda) war ein deutscher Ruderer.

## Biografie
Anton Reinartz wurde 1950 und 1952 Deutscher Meister mit dem Achter.
Des Weiteren nahm Anton Reinartz an den Olympischen Sommerspielen 1952 in Helsinki teil. Zusammen mit seinen Brüdern Michael und Stefan sowie Hans Betz, Peter Betz, Roland Freihoff, Heinz Zünkler, Anton Siebenhaar und Steuermann Hermann Zander wurde er in der Regatta mit dem Achter Fünfter.